# VL85

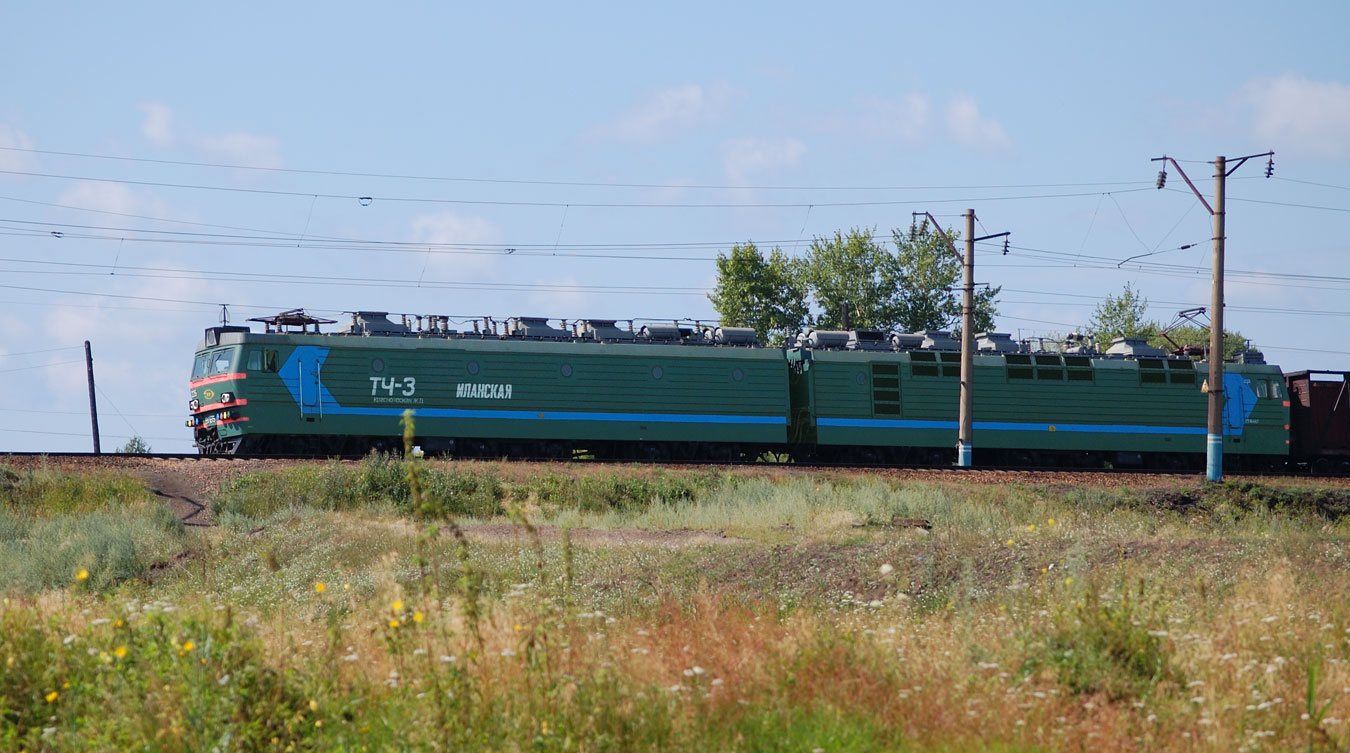
VL85-225 기관차

VL85(러시아어: ВЛ85)는 소련의 간선 화물 운송 전기 기관차 가운데 하나로 전기 공급 제식이 25,000볼트 단상 교류 전철인 전기화 철도에 적용되었다. VL은 블라디미르 레닌의 머리글자이다.
1983년부터 1992년까지 러시아에 위치한 노보체르카스크 전기 기관차 공장 전기 기관차 제조소에서 제작된 쌍기중련 12축 대출력 전기 기관차로서 VL80형 기관차를 개량하여 제작되었다. 소련 기관차 연구소가 제작 과정에 참여했다.

## 사양
- UIC 분류: Bo'Bo'Bo'+Bo'Bo'Bo'
- 궤간: 1,524mm
- 바퀴 지름: 1,250mm
- 축 중량: 23t
- 기관차 길이: 45,000mm
- 기관차 높이: 5,100mm
- 정비 중량: 288t
- 수류 전압: AC 50Hz 25kV
- 최고 속도: 110km/시간
- 지속 속도: 50km/시간 (지속)
- 견인 전력: 10,020kW (일시적), 9,360kW (지속)